# شیه پنگفی
شیه پنگفی (انگلیسی: Xie Pengfei؛ زادهٔ ۲۹ ژوئن ۱۹۹۳) بازیکن فوتبال اهل چین است.
از باشگاه‌هایی که در آن بازی کرده‌است می‌توان به باشگاه فوتبال ژجیانگ و باشگاه فوتبال جیانگسو اشاره کرد.
وی همچنین در تیم‌های ملی فوتبال زیر ۲۰ سال، زیر ۲۳ سال و بزرگسالان چین بازی کرده‌است.